# 梅本弘
梅本弘（うめもと ひろし 1958年– ）は、日本の戦史家、戦記作家、モデラー。編集者である市村弘（いちむらひろし）の筆名。

## 略歴
茨城県生まれ。武蔵野美術大学工業デザイン科卒。1980年代より軍事関係の書籍の翻訳・編集を手がけ、1989年に第二次世界大戦中の第一次ソ芬戦争を扱ったノンフィクション『雪中の奇跡』で作家デビュー。
その後は架空戦記も手がけ、小林源文の劇画『ハッピータイガー』の原案を担当、同作を小説化した『ビルマの虎』、続編である『逆襲の虎』などを発表した。小林の作品にはしばしば「梅本」という名のキャラクターが登場するが、モデルはこの梅本である。
ノンフィクションにおいても『雪中の奇跡』の続編といえる第二次ソ芬戦争を扱った『流血の夏』や、太平洋戦争中のビルマ戦線における大日本帝国陸軍航空部隊の戦闘の実態を調査した『ビルマ航空戦』、中国戦線における『陸軍戦闘隊撃墜戦記』を発表。2010年（平成22年）には一式戦闘機「隼」のエース・パイロットの活躍を纏めた『第二次大戦の隼のエース』を発表。これら『ビルマ航空戦』『陸軍戦闘隊撃墜戦記』『第二次大戦の隼のエース』における記述内容は、日本軍の当時の戦果報告や操縦者を中心とする関係者インタビューに、連合軍の公式文書である損害記録とを照らし合わせた上での真の戦果を詳述したものであり、従来の日本軍の戦果報告を鵜呑みにしており、出典は孫引きが多い不正確な書物などと異なり評価が高い。『第二次大戦の隼のエース』は本書を読んだ宮崎駿より激励・賞賛されている。
編集者としての市村弘は、大学卒業後に株式会社ホビージャパンに入社し、月刊模型雑誌『ホビージャパン』の編集部員として「S.F.3.D ORIGINAL（現マシーネンクリーガー）」の連載企画を手がけ、ストーリー・設定を担当した。自らもAFVモデラーとして作例を製作した。その後ホビージャパンを退社し、1984年に株式会社アートボックスを設立してからは、同社代表として月刊模型雑誌『モデルグラフィックス』の編集をはじめとした模型に関連する企画を扱っている。

## 著作

### ノンフィクション
- 『雪中の奇跡』（大日本絵画、1989年／新装版、1994年）
- 『流血の夏』（大日本絵画、1999年）
- 『ビルマ航空戦』（大日本絵画、2002年）
  - 〈上〉『連合軍記録の裏付けを得た陸軍航空部隊の勝利』
  - 〈下〉『日米英の資料を対照して描いた「隼」の戦闘記録』
- 『陸軍戦闘隊撃墜戦記』（大日本絵画、2007年）
  1. 『中国大陸の隼戦闘隊1943‐45年―飛行第25戦隊と48戦隊』
  2. 『中国大陸の鍾馗と疾風1943‐45年―飛行第9戦隊と85戦隊』
- 『第二次大戦の隼のエース』オスプレイ・ミリタリー・シリーズ（大日本絵画、2010年）
- 『捨身必殺 飛行第64戦隊と中村三郎大尉』（大日本絵画、2010年）
- 『海軍零戦隊撃墜戦記（大日本絵画）
  1. 『昭和18年2月‐7月、ガダルカナル撤退とポートダーウィンでの勝利』（2011年）
  2. 『昭和18年8月‐11月、ブイン防空戦と、前期ラバウル防空戦』（2013年）
  3. 『昭和18年12月‐昭和19年2月、撃墜166機。ラバウル零戦隊の空戦戦果、全記録。』（2013年）

### 架空戦記
- 『ハッピータイガー戦記』（角川書店[カドカワノベルズ]）
  1. 『ビルマの虎』（1993年）
  2. 『逆襲の虎 B29殲滅作戦』(1994年)
- 『エルベの魔弾』（徳間書店、1995年）
  - 『ベルリン1945――ラスト・ブリッツ』(学習研究社[歴史群像新書]、2001年）

『エルベの魔弾』に大幅な加筆修正を加えたもの

### 写真集
- （小林源文：画）『パンツァーズ・イン・ソミュール』（大日本絵画）
  1. （1989年）
  2. （小林源文：画）『パンツァーズ・イン・ソミュール No.2』（1990年）
  3. （小林源文：画）『パンツァーズ・アット・ソミュール No.3』（1992年）

### マシーネンクリーガー
- 『マシーネンクリーガー クロニクル＆エンサイクロペディア』(大日本絵画）
  1. （2003年)
  2. (2005年)
- （横山宏：画）『Ma.K. B.D.』(大日本絵画, 2005年)

いずれもストーリー・設定を担当（市村弘名義）

### 翻訳
- ハインツ・クノーケ『空対空爆撃戦隊』（大日本絵画、1992年）
- ヴィル・フェイ『ＳＳ戦車隊 上下』（大日本絵画、1994年）
- イルマリ・ユーティライネン『フィンランド空軍戦闘機隊』（大日本絵画、1997年）
- エイノ・アンテロ・ルーッカネン『フィンランド上空の戦闘機』（大日本絵画、1999年）
- カリ・ステンマン、カレヴィ・ケスキネン『第二次大戦のフィンランド空軍エース』オスプレイ・ミリタリー・シリーズ（大日本絵画、2000年）
- ヘンリー・サカイダ『日本陸軍航空隊のエース1937-1945』オスプレイ・ミリタリー・シリーズ（大日本絵画、2000年）
- ジョン・スタナウェイ『太平洋戦線のP-38ライトニングエース』オスプレイ・ミリタリー・シリーズ（大日本絵画、2001年）
- カール・モールズワース『太平洋戦線のP-40ウォーホークエース』オスプレイ・ミリタリー・シリーズ（大日本絵画、2002年）
- ジョン・スタナウェイ『太平洋戦争のP-51マスタングとP-47サンダーボルトエース』オスプレイ・ミリタリー・シリーズ（大日本絵画、2002年）
- ジョージ･メリンガー、ジョン･スタナウェイ『第二次大戦のP-39エアラコブラエース』オスプレイ・ミリタリー・シリーズ（大日本絵画、2003年）
- 高木晃治、ヘンリー・サカイダ『B29対日本陸軍戦闘機』オスプレイ・ミリタリー・シリーズ（大日本絵画、2004年）